# ザーシャ・ゲーペル
ザーシャ・ゲーペル（Sascha Göpel、1979年1月15日 - ）はドイツの俳優である。サーシャ・ゲーペルの表記もある。エッセン出身。

## 経歴
ハノーファー音楽演劇大学にて演技を学ぶ。ハノーファー国立劇場所属。2003年『ベルンの奇蹟』で映画デビュー。2007年のTVドラマ『Verrückt nach Clara』（日本未公開）では、主人公クララ（ユリア＝マリア・ケーラー）と同居するゲイの親友役を演じた。

## 主な出演作品
- ベルンの奇蹟　Das Wunder von Bern　（2003年）
- フルスピード　Vollgas - Gebremst wird später　（2005年）
- トルネード 地球崩壊のサイン　Tornado - Der Zorn des Himmels　（2006年）
- GSG-9 対テロ特殊部隊　GSG 9 - Die Elite Einheit　（2007年）
- アラーム・フォー・コブラ11　Alarm für Cobra 11　（2008年）